# Die Europäer
Die Europäer (The Europeans) ist eine britisch Romanverfilmung von James Ivory aus dem Jahr 1979. Verfilmt wurde der Roman The Europeans (deutsch: Die Europäer) von Henry James. aus dem Jahr 1878. Der Historienfilm wurde 1979 für die Goldene Palme und 1980 für einen Oscar, einen Golden Globe Award und drei British Academy Film Awards nominiert.

## Handlung
Eugenia und ihr Bruder Felix haben Europa in der Mitte des 19. Jahrhunderts verlassen und kommen bei ihren Vettern in Neuengland unter, den Wentworths. Sie muss wieder heiraten, nachdem ihre morganatische Ehe mit einem Baron endete, so auch ihr Bruder, der Künstler ist. Im Film treffen nun die weltlicheren europäischen Geschwister auf die puritanischere amerikanische Verwandtschaft.

## Rezeption
Der Filmdienst meint zu Die Europäer:

„Die Konfrontation "leichtlebiger" europäischer Lebensweise mit dem strengen Puritanismus der Neuen Welt verdichtet der Film des kalifornisch-indischen Regisseurs Ivory ebenso graziös wie satirisch zu einem atmosphärisch und psychologisch stimmigen Gesellschaftsbild.“

Für die Chicago Sun-Times urteilte Roger Ebert, dass die elegant komponierten Bilder, die statische Entwicklung der Szenen, das ständige Understatement in den Dialogen so treu zu James seien, wie ein Film nur sein könne. Genau dies sei das Problem des Films: Ivory hat keine Möglichkeit gefunden, seinen eigenen Film zu schaffen, und ende mit einer Klassenzimmerversion von James, ohne eigene Kraft oder Leben.
In der The New York Times schrieb Vincent Canby 1979, dass, auch wenn die schauspielerische Leistung von exzellent bis kaum tolerierbar spanne, würde man ständig Henry James hören, wenn man ihn nicht sehe, so sei dies wegen diskreten Zugeständnissen an das Medium Film. Die Europäer sei nicht nur einfach hübsch, es sei so rücksichtslos hübsch, dass es fast langweilig anzugucken sei. Aufgenommen in Neuengland im Herbst sei es der Farbaufstand, den Canby mit riesigen Kodak-Fotowandbildern im Grand Central Terminal verbinde. Man mag berücksichtigen, dass die Filmmacher gezwungen waren im Herbst zu drehen, statt in den grünen und schläfrigen Sommertagen, die im Buch einen Konterpunkt zur Handlung, diese höfliche aber todernste Kampagne des Herzens, seien. Soviel Hübschheit arbeite arbeite letztlich gegen die Charaktere, Schauspieler und schließlich den Film. James sei kein Landschaftsmaler gewesen.

## Nominierungen und Auszeichnungen
- Internationale Filmfestspiele von Cannes 1979: Nominierung für die Goldene Palme[4]
- Oscars 1979: Nominierung von Judy Moorcroft für das Kostümdesign[5]
- Golden Globe Award 1980: Nominierung als Ausländischer englischsprachiger Film[6]
- British Academy Film Awards 1980:[7]

* Nominierung von Lisa Eichhorn als Nebendarstellerin
* Nominierung von Judy Moorcroft für das Kostümdesign
* Nominierung von Jeremiah Rusconi für das Szenenbild